# یوشیو فوجی‌وارا
یوشیو فوجی‌وارا (به انگلیسی: Yoshio Fujiwara) بازیکن فوتبال اهل ژاپن است که از سال ۱۹۲۳ میلادی عضو تیم ملی فوتبال ژاپن بوده و در ۱ بازی ملی حضور داشته است. آخرین بازی ملی وی در تاریخ ۲۳ مه ۱۹۲۳ میلادی بود. یوشیو فوجی‌وارا در بازی‌های ملی‌اش گلی به ثمر نرساند.